# Cyperus oxylepis
Cyperus oxylepis är en halvgräsart som beskrevs av Christian Gottfried Daniel Nees von Esenbeck och Ernst Gottlieb von Steudel. Cyperus oxylepis ingår i släktet papyrusar, och familjen halvgräs. Inga underarter finns listade i Catalogue of Life.